# Coppa Titano 2013-2014
La Coppa Titano 2013-2014 è iniziata il 23 settembre 2013 e si è conclusa il 28 aprile 2014. La Fiorita è la detentrice del titolo. La Libertas ha vinto il trofeo per l'11ª volta nella sua storia.

## Formula
Le quindici squadre del campionato sammarinese sono state divise in tre gironi. Le prime due squadre di ogni gruppo più le due migliori terze si sono qualificate alla fase finale a eliminazione diretta.

## Prima fase

### Gruppo A
| Pos. | Squadra        | Pt | G | V | N | P | GF | GS | DR |
| ---- | -------------- | -- | - | - | - | - | -- | -- | -- |
| 1.   | Juvenes/Dogana | 14 | 8 | 4 | 2 | 2 | 17 | 12 | +5 |
| 2.   | Folgore        | 14 | 8 | 4 | 2 | 2 | 14 | 9  | +5 |
| 3.   | San Giovanni   | 13 | 8 | 4 | 1 | 3 | 18 | 18 | 0  |
| 4.   | Domagnano      | 8  | 8 | 2 | 2 | 4 | 11 | 16 | -5 |
| 5.   | Pennarossa     | 6  | 8 | 1 | 3 | 4 | 6  | 11 | -5 |

|                | DOM   | FOL   | J/D   | PEN   | SGI   |
| -------------- | ----- | ----- | ----- | ----- | ----- |
| Domagnano !    |       | 0 − 3 | 2 − 2 | 1 − 1 | 0 − 2 |
| Folgore        | 1 − 2 |       | 2 − 2 | 1 − 1 | 3 − 0 |
| Juvenes/Dogana | 1 − 0 | 0 − 1 |       | 2 − 1 | 3 − 5 |
| Pennarossa     | 3 − 2 | 0 − 1 | 0 − 1 |       | 0 − 3 |
| San Giovanni   | 3 − 4 | 4 − 2 | 1 − 6 | 0 − 0 |       |

### Gruppo B
| Pos. | Squadra   | Pt | G | V | N | P | GF | GS | DR |
| ---- | --------- | -- | - | - | - | - | -- | -- | -- |
| 1.   | Libertas  | 14 | 8 | 3 | 5 | 0 | 13 | 7  | +6 |
| 2.   | Tre Fiori | 12 | 8 | 3 | 3 | 2 | 13 | 9  | +4 |
| 3.   | Virtus    | 12 | 8 | 3 | 3 | 2 | 8  | 9  | -1 |
| 4.   | Murata    | 10 | 8 | 3 | 1 | 4 | 9  | 11 | -2 |
| 5.   | Cailungo  | 4  | 8 | 0 | 4 | 4 | 8  | 15 | -7 |

|            | CAI   | LIB   | MUR   | TFI   | VIR   |
| ---------- | ----- | ----- | ----- | ----- | ----- |
| Cailungo ! |       | 2 − 2 | 1 − 2 | 0 − 0 | 1 − 2 |
| Libertas   | 3 − 0 |       | 2 − 0 | 1 − 1 | 0 − 0 |
| Murata     | 3 − 1 | 1 − 1 |       | 1 − 2 | 2 − 1 |
| Tre Fiori  | 2 − 2 | 2 − 3 | 2 − 0 |       | 1 − 2 |
| Virtus     | 1 − 1 | 1 − 1 | 1 − 0 | 0 − 3 |       |

### Gruppo C
| Pos. | Squadra    | Pt | G | V | N | P | GF | GS | DR  |
| ---- | ---------- | -- | - | - | - | - | -- | -- | --- |
| 1.   | Faetano    | 15 | 8 | 4 | 3 | 1 | 10 | 7  | +3  |
| 2.   | Cosmos     | 14 | 8 | 4 | 2 | 2 | 13 | 12 | +1  |
| 3.   | Tre Penne  | 13 | 8 | 3 | 4 | 1 | 16 | 6  | +10 |
| 4.   | La Fiorita | 9  | 8 | 2 | 3 | 3 | 11 | 14 | -3  |
| 5.   | Fiorentino | 3  | 8 | 1 | 0 | 7 | 6  | 17 | -11 |

|            | COS   | FAE   | FIO   | LFI   | TPE   |
| ---------- | ----- | ----- | ----- | ----- | ----- |
| Cosmos !   |       | 0 − 4 | 3 − 1 | 3 − 1 | 0 − 0 |
| Faetano    | 2 − 2 |       | 1 − 0 | 1 − 1 | 0 − 4 |
| Fiorentino | 1 − 2 | 0 − 1 |       | 2 − 0 | 0 − 2 |
| La Fiorita | 2 − 1 | 0 − 1 | 3 − 2 |       | 2 − 2 |
| Tre Penne  | 1 − 2 | 0 − 0 | 5 − 0 | 2 − 2 |       |

## Quarti di finale
| Squadra 1      | Risultato       | Squadra 2      |
| -------------- | --------------- | -------------- |
| 17 aprile 2014 |                 |                |
| Faetano        | 2 – 0           | San Giovanni   |
| Folgore        | 1 – 3           | Cosmos         |
| Libertas       | 0 – 0 (4-2 dcr) | Tre Penne      |
| Tre Fiori      | 3 – 2           | Juvenes/Dogana |

## Semifinali
| Squadra 1      | Risultato | Squadra 2 |
| -------------- | --------- | --------- |
| 23 aprile 2014 |           |           |
| Faetano        | 2 – 1     | Cosmos    |
| Libertas       | 1 – 0     | Tre Fiori |

## Finale
| Arbitro: | Luca Barbeno |

|  |           |                             |
|  | Marcatori | 72’ Facondini 83’ Golinucci |